# Hořec bezlodyžný
Hořec bezlodyžný (Gentiana acaulis) je jedním z nejkrásnějších a nejoblíbenějších druhů rodu hořec, který však již z volné přírody České republiky vymizel. Lze jej však občas spatřit v okrasných skalkách kde patří mezi často pěstované hořce.

## Rozšíření
Je to rostlina pocházející z hor, vyskytuje se až do alpínského pásma do nadmořské výšky okolo 3000 m. Hořec bezlodyžný je evropský endemit, roste v Pyrenejích, Juře, Alpách, Apeninách a ojediněle v Karpatech a balkánských pohořích. Na území České republiky před vymizením rostl na dvou lokalitách ve východní Moravě, v současnosti probíhají pokusy o jeho reintrodukci v Bílých Karpatech.
Nejčastěji roste na horských pastvinách a loukách s neutrální až mírně kyselou půdou. Nejvíce mu prospívají vlhká ale dobře odvodněná stanoviště s plným sluncem.

## Popis
Vytrvalá přízemní bylina vyrůstající jen do výše 5 až 15 cm a vytvářející trsy. Z trvalého oddenku vyrůstá růžice eliptických až vejčitých, přisedlých, téměř kožovitých listů které mohou být dlouhé až 10 cm a z jejího středu pak jedna nebo více přímých, krátkých, někdy drobně olistěných lodyh ukončených jediným velkým modrým květem. Lodyha je někdy zakrnělá a květ zdánlivě sedí ve středu růžici. Jeho zelený, pětizubý kalich s cípy na bázi zúženými je nálevkovitého tvaru. Sytě modrá, 4 až 6 cm dlouhá, zvonkovitě nálevkovitá koruna je v ústí tmavozeleně tečkovaná, bezvousá a má mezi cípy zoubky. Slepené prašníky nesené pěti tyčinkami jsou v květu umístěny níže než blizna přisedlá na pestíku.
Rostlina vykvétá v závislosti na stanovišti od dubna do srpna, opylována je hmyzem. Výjimečně se může objevit pár květů i v pozdním létě nebo na podzim. Před deštěm nebo za dne bez slunečního svitu se koruna uzavírá. stopka květu se při zrání semen prodlužuje a může přesáhnou i délku 10 cm. Plodem je tobolka s tmavšími, asi 1 mm velkými semeny která rozšiřují hlavně mravenci.

## Pěstování
Květiny s názvem hořec bezlodyžný se často pěstují v zahradách jako skalničky, jsou to však velmi často jeho hybridy které bývají méně náročné na životní podmínky a déle kvetou. Tyto rostliny obvykle dobře přezimují i v mokré jílovité půdě bez dostatečné drenáže a následně i vykvétají, což by pravý druh nesvedl. Pro zdravý růst potřebuje přes léto slunné, dostatečně vlhké ale nezamokřené stanoviště, přes zimu mu vlhko škodí. Trsy se na stanovištích rozšiřují přirůstáním oddenků a dále semeny která poměrně dobře klíčí. V zahradách lze v pozdním létě rostliny rozmnožovat dělením trsů nebo řízkováním.

## Ohrožení
Hořec bezlodyžný nebyl již po několik desetiletí na svých tradičních lokalitách spatřen a je proto veden v "Červeném seznamu cévnatých rostlin České republiky" jako vyhynulý druh (A1). Mezi chráněné nebo ohrožené druhy je zapsán také v Itálii, Německu, Rakousku, Srbsku, Švýcarsku a na Ukrajině, na Slovensku se nevyskytuje vůbec.

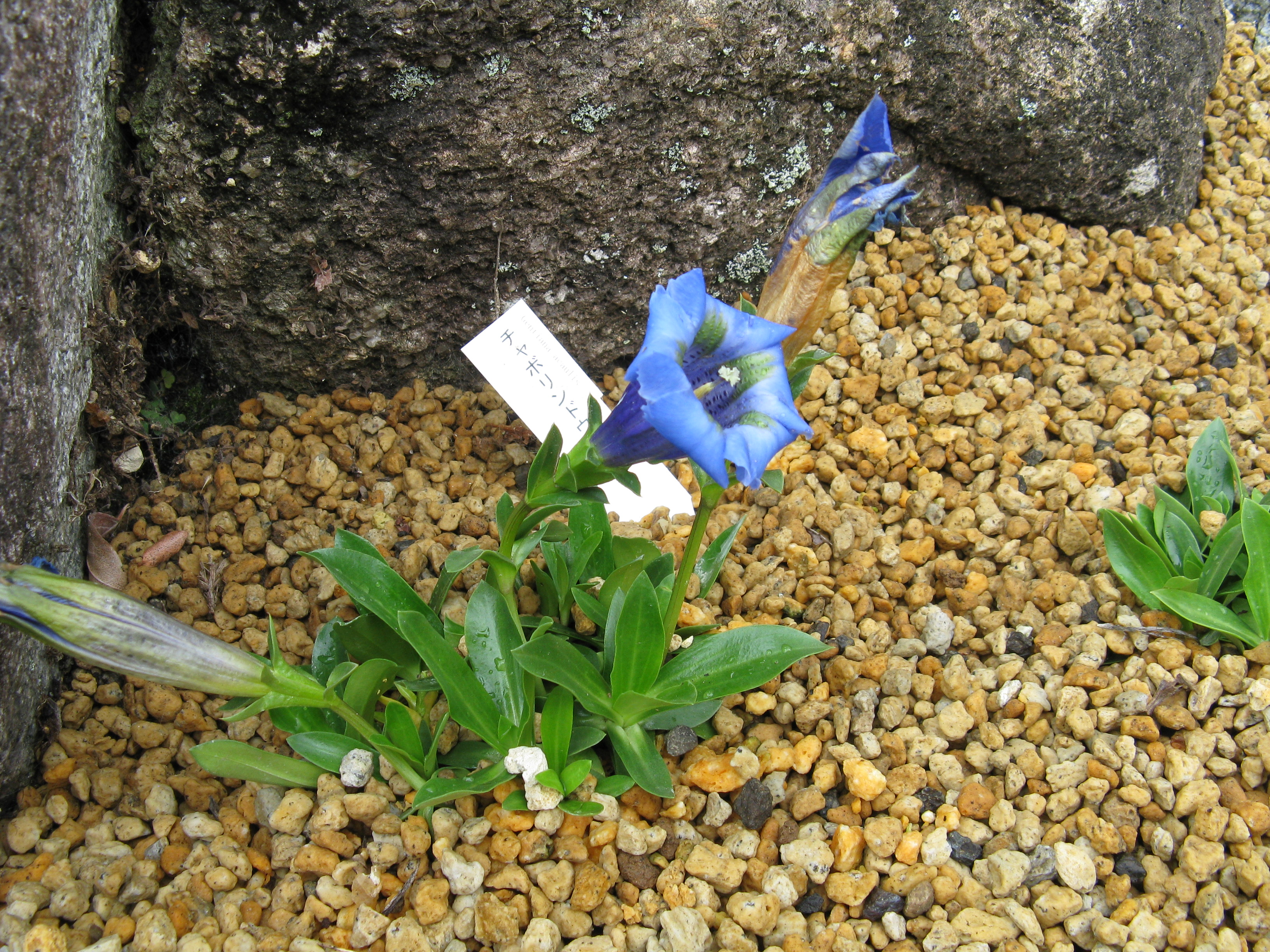
Růžice listů a olistěná lodyhy
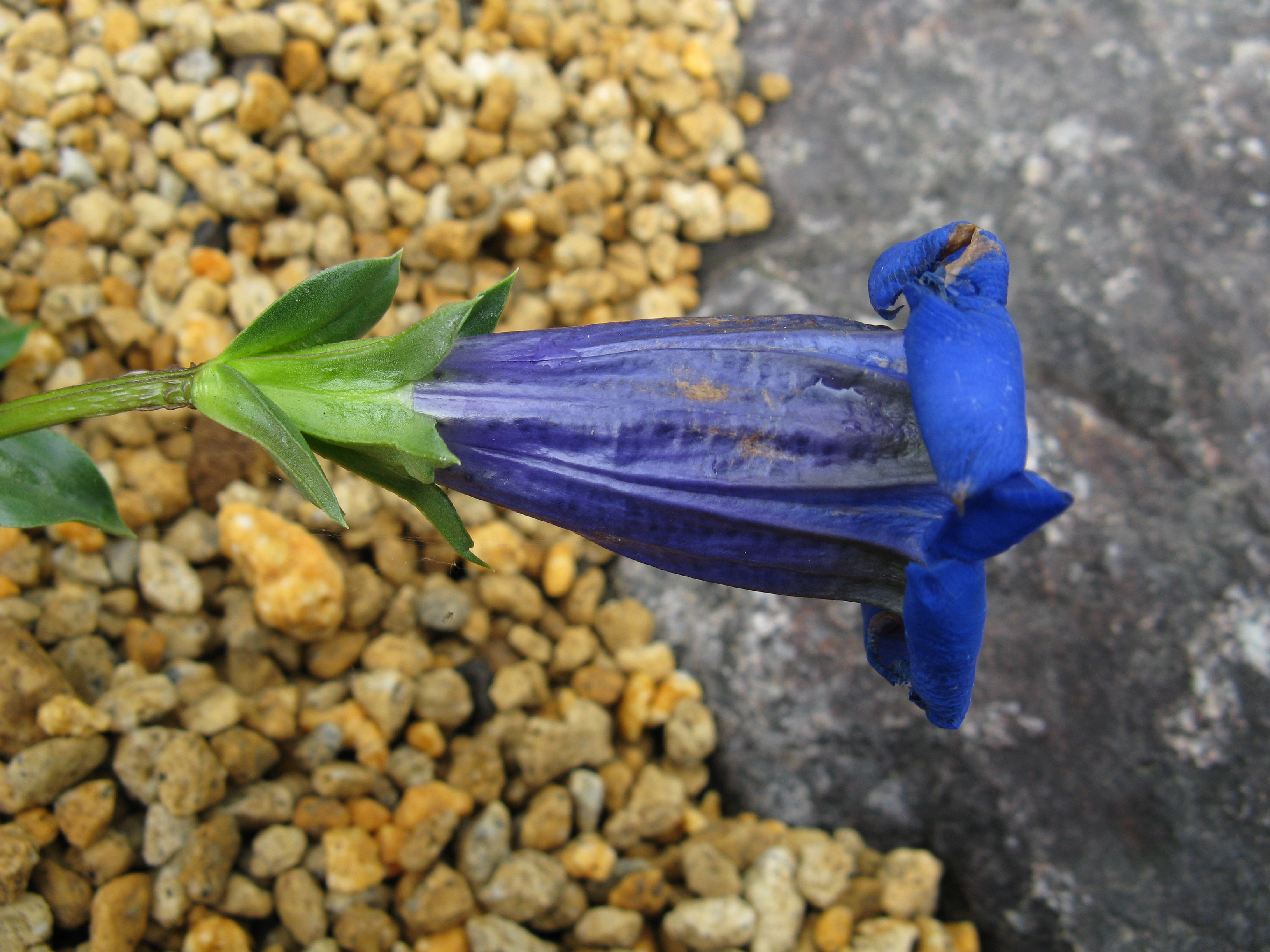
Korunní trubka
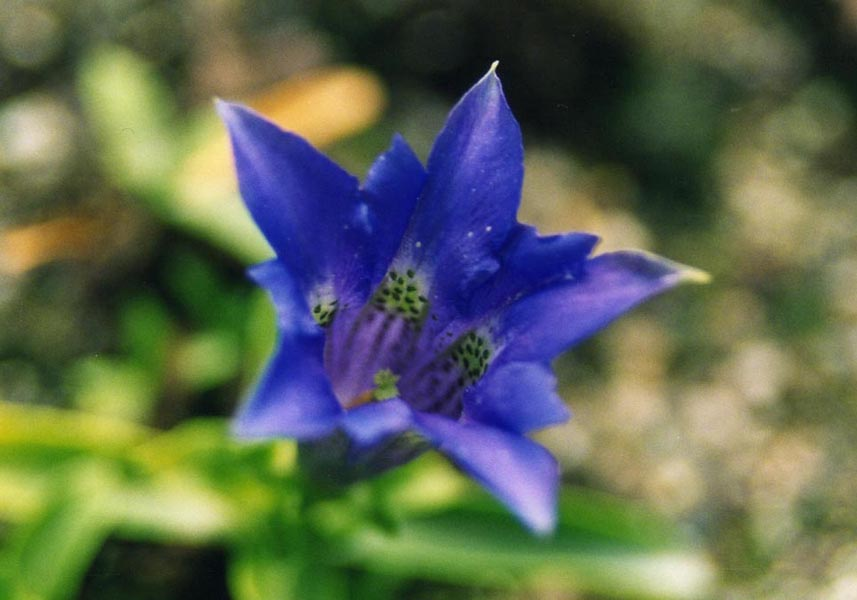
Pohled do koruny
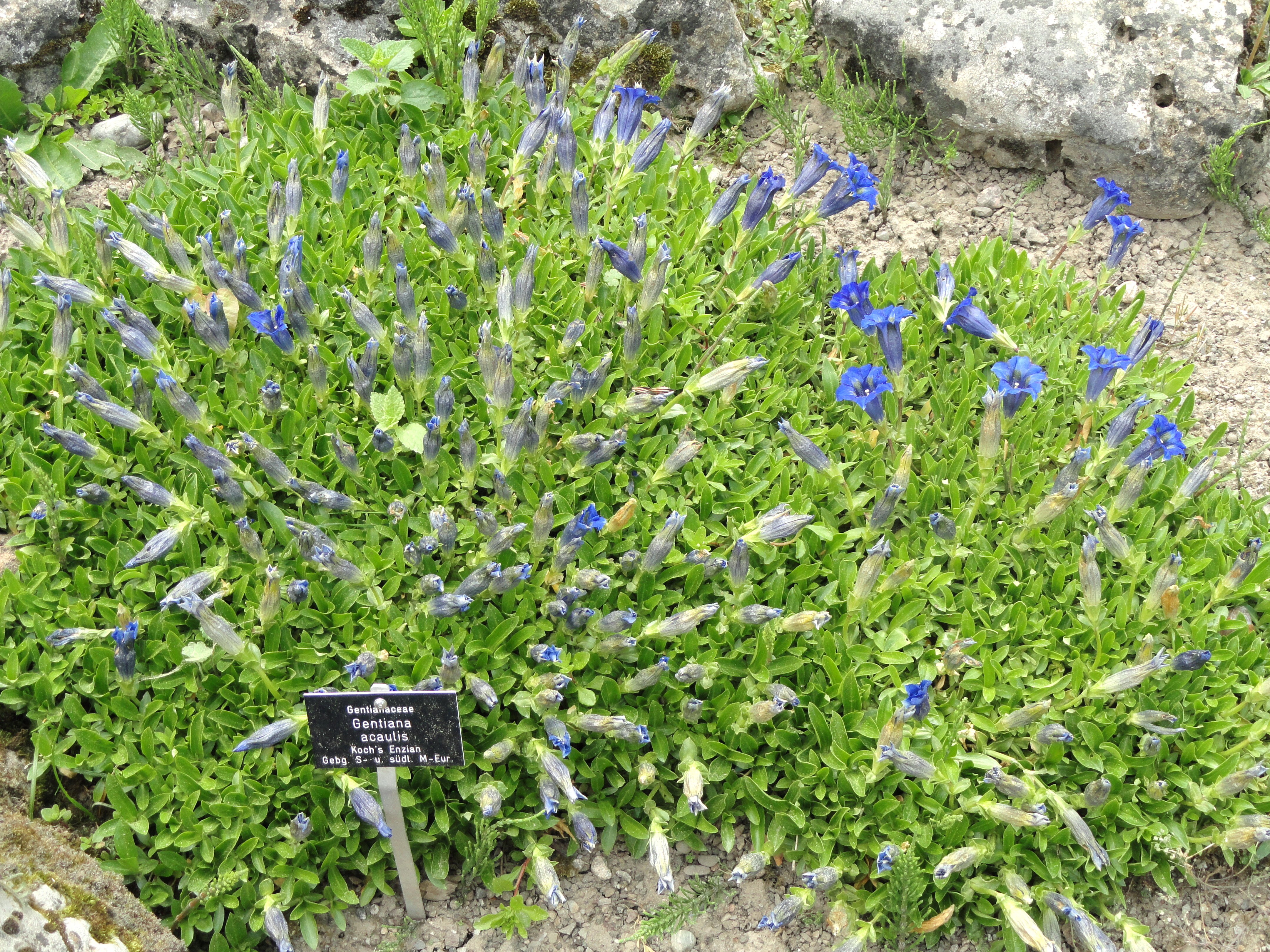
Skupina nakvétajících rostlin
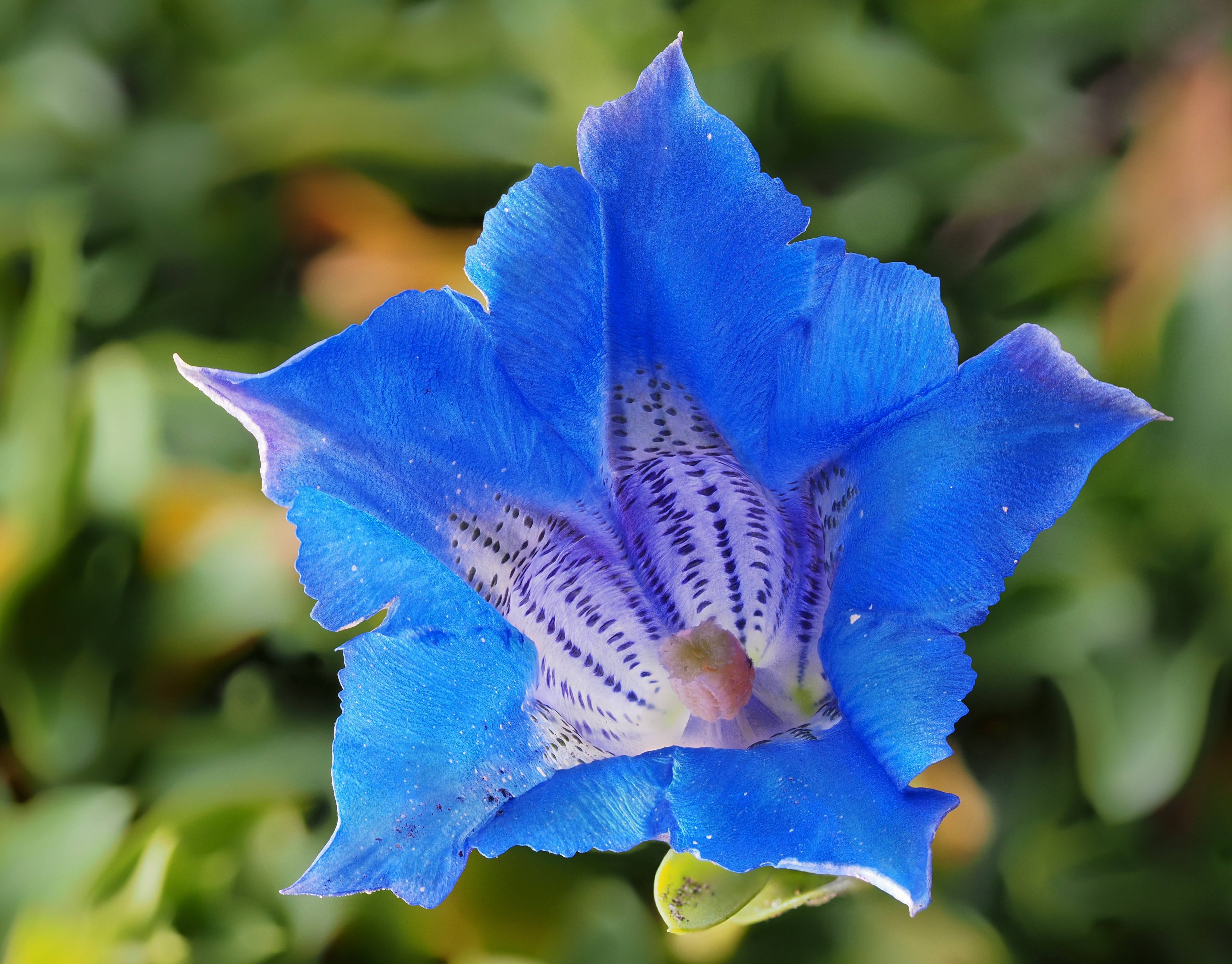
Květ